# Первомайский (Уфимский район)
Первомайский (баш. Первомайский) — деревня в Уфимском районе Республики Башкортостан Российской Федерации. Входит в состав Шемякского сельсовета.

## География

### Географическое положение
Расстояние до:
- районного центра (Уфа): 54 км,
- центра сельсовета (Октябрьский): 4 км,
- ближайшей ж/д станции (Алкино): 19 км.

## Население
| 2002 | 2009 | 2010 |
| ---- | ---- | ---- |
| 258  | ↗313 | ↘307 |

Национальный состав
Согласно переписи 2002 года, преобладающие национальности — русские (48 %), татары (35 %).